# Rojas (Spanyolország)
Rojas egy község Spanyolországban, Burgos tartományban. Rojas Galbarros, Carcedo de Bureba, Rublacedo de Abajo, Llano de Bureba, Piérnigas és Salinillas de Bureba községekkel határos. Lakosainak száma 60 fő (2024).

## Népesség
A település népessége az utóbbi években az alábbiak szerint változott:
| Lakosok száma | 99   | 84   | 87   | 81   | 79   | 70   | 70   | 67   | 64   | 60   |
|               | 2001 | 2004 | 2006 | 2009 | 2011 | 2014 | 2016 | 2019 | 2021 | 2024 |